# Dicaelotus morosator
Dicaelotus morosator är en stekelart som beskrevs av Aubert 1969. Dicaelotus morosator ingår i släktet Dicaelotus och familjen brokparasitsteklar. Inga underarter finns listade i Catalogue of Life.